# Bunheiro
A Freguesia de Bunheiro é uma freguesia portuguesa do Município da Murtosa com 24,60 km² de área e 2497 habitantes (censo de 2021), tendo, por isso, uma densidade populacional de 101,5 hab./km².

## Demografia
Nota: Nos anos de 1864 a 1920 pertencia ao concelho de Estarreja.
A população registada nos censos foi:
| Distribuição da População por Grupos Etários | Distribuição da População por Grupos Etários | Distribuição da População por Grupos Etários | Distribuição da População por Grupos Etários | Distribuição da População por Grupos Etários |
| -------------------------------------------- | -------------------------------------------- | -------------------------------------------- | -------------------------------------------- | -------------------------------------------- |
| Ano                                          | 0-14 Anos                                    | 15-24 Anos                                   | 25-64 Anos                                   | > 65 Anos                                    |
| 2001                                         | 450                                          | 390                                          | 1349                                         | 518                                          |
| 2011                                         | 376                                          | 300                                          | 1384                                         | 622                                          |
| 2021                                         | 303                                          | 246                                          | 1269                                         | 679                                          |

## Património
- Capela de São Simão (Bunheiro)
- Igreja de São Mateus (Bunheiro)
- Capela de São Gonçalo (Bunheiro)
- Fonte de São Gonçalo
- Museu Etnográfico Custódio Prato
- Capela de São Silvestre
- Vários cruzeiros nomeadamente mo lugar de São Silvestre
- Cais da Bestida
- Marginal da ria
- Zona das ribeiras interiores